# Рознов
Рознов (рум. Roznov) — город в Румынии в составе жудеца Нямц.

## История
Впервые упоминается в документе 1576 года, в котором господарь Пётр VI Хромой даёт монастырю Бистрицэ право управлять несколькими деревнями, включая Розновул..
Долгое время это была обычная сельская местность. Статус города коммуна Рознов получила в 2003 году.